# Lim Chang-yong
Lim Chang-yong (né le 4 juin 1976 à Gwangju, Corée du Sud) est un lanceur de relève droitier de l'Organisation coréenne de baseball, de la Ligue centrale du Japon et de la Ligue majeure de baseball.
Il a joué pour les Cubs de Chicago de la MLB en 2013.

## Carrière internationale
Lim Chang-yong remporte des médailles d'or en baseball avec l'équipe de Corée du Sud aux Jeux asiatiques de 1998 à Bangkok en Thaïlande et à 2002 à Pusan en Corée du Sud. Il est également médaillé de bronze en baseball aux Jeux olympiques d'été de 2000 à Sydney en Australie.
Il lance dans la Classique mondiale de baseball 2009 et accorde à Ichiro Suzuki, après deux retraits et un compte de deux prises en 10e manche, le coup sûr qui permet au Japon de remporter 5-3 la finale sur la Corée du Sud.

## Carrière professionnelle

### Corée du Sud
Lim Chang-yong fait ses débuts professionnels dans l'Organisation coréenne de baseball (KBO) en Corée du Sud, son pays natal. Il s'aligne avec les Haitai Tigers de 1995 à 1998. Par la suite, il porte les couleurs des Samsung Lions de 1999 à 2007.

### Japon
En 2008, Lim passe en Ligue centrale du Japon dans la NPB. À sa première saison avec les Tokyo Yakult Swallows, il enregistre 33 sauvetages et réussit 50 retraits sur des prises en 51 manches lancées.
Ses performances en 2009, où il n'accorde aucun point à l'adversaire pendant plusieurs mois et maintient sa moyenne de points mérités à 0,00 lui vaut le surnom de Monsieur Zéro,. Lim termine l'année avec une moyenne de points mérités de 2,05 en 57 matchs lancées pour les Swallows et il réussit 28 sauvetages. Il fait encore mieux en 2010 avec une moyenne d'à peine 1,46 en 55 manches et deux tiers au monticule et 35 sauvetages. En 2011, il totalise 32 victoires protégées et sa moyenne se chiffre à 2,17. Il ne joue que neuf parties en 2012 avant que sa saison ne soit stoppée en juillet par une opération de type Tommy John pour réparer des ligaments au coude droit.

### États-Unis
Convoité par les Red Sox de Boston, les Rangers du Texas de la Ligue majeure de baseball et par plusieurs clubs japonais, Lim Chang-yong signe le 17 décembre 2012, à l'âge de 36 ans, un contrat avec les Cubs de Chicago de la MLB. Puisque Lim récupère d'une blessure lors de la signature du contrat, les Cubs espèrent le voir dans leur alignement en 2014.
Il fait ses débuts dans le baseball majeur avec Chicago le 7 septembre 2013. Il lance 5 manches en 6 matchs, accordant 3 points mérités. Il est libéré de son contrat par les Cubs le 24 mars 2014, à quelques jours du début de la nouvelle saison.